# Ferrari 410
La Ferrari 410 Superamerica est une automobile sportive de Grand Tourisme construite par la marque italienne Ferrari. Elle succède à la 375 America dans la gamme des GT à moteur V12 avant. Inspirée de la 375 de course, la 410 Superamerica est présentée pour la première fois sous forme de châssis nu lors du Salon automobile de Paris 1955.
Produite à seulement 34 exemplaires à l'intention principalement de la riche clientèle américaine, la 410 connaitra trois séries différentes.

## Genèse
En 1954, après la victoire de la 375 Plus au 24 Heures du Mans et à la Panaméricaine, Ferrari décide de lancer l'étude d'une GT dotée du V12 Lampredi de la monoplace mais « assagie » afin de permettre un usage routier. Baptisée « 410 Superamerica », la GT est présentée pour la première fois lors du Salon automobile de Paris 1955 sous la forme d'un châssis nu. La version définitive est présentée à Bruxelles en janvier 1956.
L'acquisition de la 410 se faisant sur commande spéciale, le rythme de production n'est que d'un exemplaire par mois. Les voitures sont ensuite envoyées chez un carrossier. Les douze premiers exemplaires sont habillés par Pininfarina, hormis trois produits par Ghia. Ces 410 produites entre 1955 et 1957 font ensuite place à une nouvelle version prenant le nom de « Série 2 ». Celle-ci, fabriquée à neuf exemplaires entre 1957 et 1958, est issue du prototype 410 Superfast présenté par Pininfarina lors du Salon de Paris 1956. La remplaçante de la Série 2, la Série 3, encore plus chère que ses prédécesseures, est vendue à douze exemplaires et uniquement aux États-Unis.

## Moteur et performances

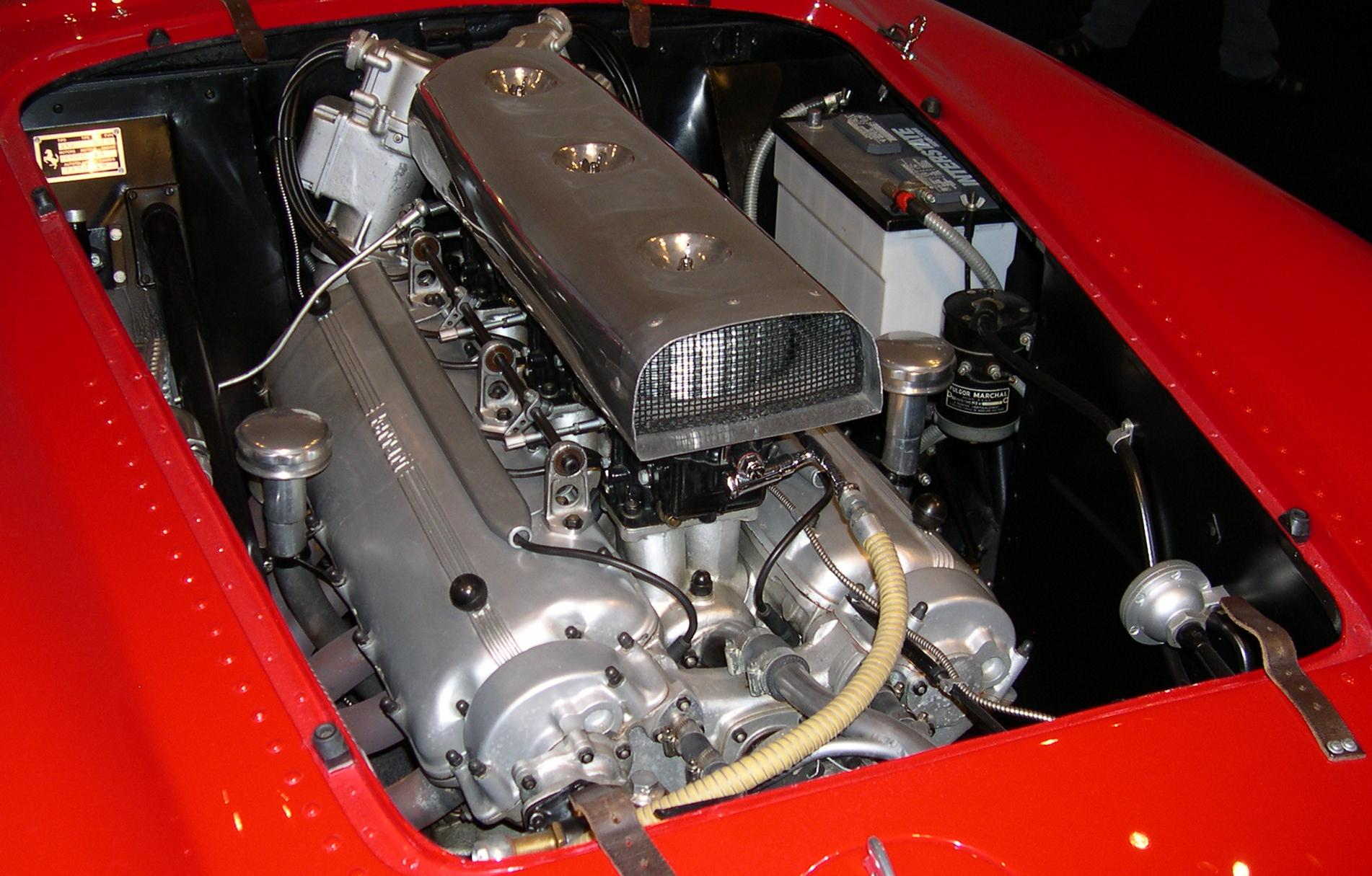
Le moteur V12 Lampredi issu de la F1

Comme de nombreuses autres Ferrari des années 1950, la 410 est équipée d'un moteur V12 Lampredi, issu de la Formule 1, d'une cylindrée de 4 963 cm3. Celui-ci, placé en position longitudinale avant, développe 340 chevaux sur les premières séries et jusqu'à 400 chevaux sur les derniers modèles.
La 410 a une vitesse maximale variant entre 220 et 280 km/h d'un modèle à l'autre.